# 兽面纹龙首提梁卣

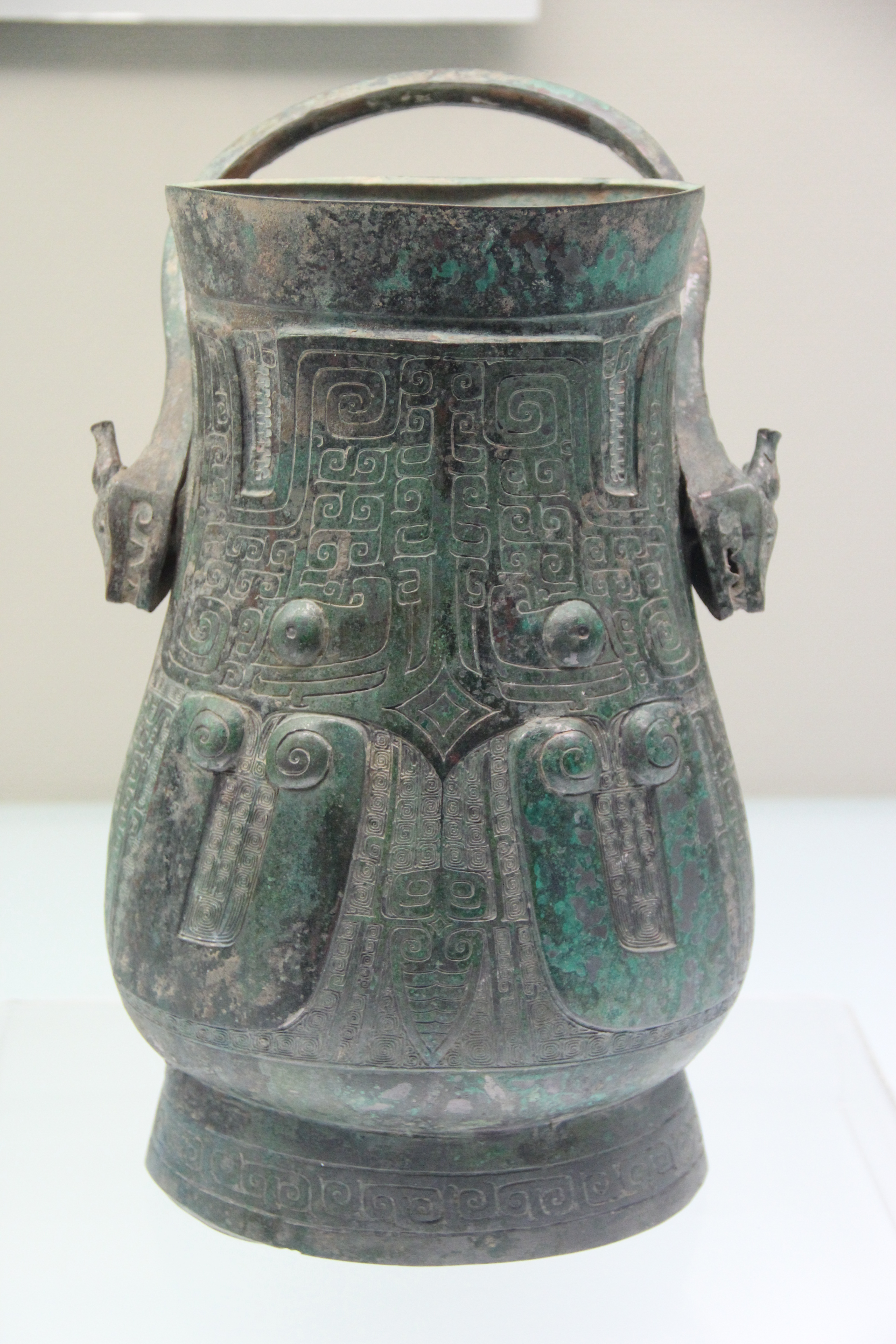
兽面纹龙首提梁卣

兽面纹龙首提梁卣，是商周时期的一件铜器文物，藏于山西博物院。

## 特点
1959年，山西省吕梁市石楼县桃花者村出土。兽面纹龙首提梁卣，髙为34.8厘米，口径长17.5厘米、短13.6厘米。为盛酒器，整体呈椭圆形。有龙首形提梁，纹方格纹。腹部为雷纹、目纹、夔纹和蝉纹等构成兽面纹，圈足饰有云雷纹。